# Zigmārs Raimo
Zigmārs Raimo (Madona, 14 novembre 1997) è un cestista lettone.

## Carriera

### Nazionale
Nel 2016 ha partecipato, con la Lettonia under 20, agli Europei di categoria, conclusi al sesto posto finale.

## Palmarès
- Campionato estone: 1

Kalev/Cramo: 2022-2023